# マトマ
マトマ（Matoma、1991年3月29日 - ）は、ノルウェー出身のDJ、プロデューサーである。

## アーリーライフ
マトマはノルウェーのアスネスで生まれる。子供の頃からピアノを習っていたのがきっかけで、音楽の道へと進む。ノルウェー科学技術大学へ進み、音楽技術を磨く。

## ディスコグラフィー
- Hakuna Matoma (2016年)
- One In A Million (2018年)

## 献
1. ↑  “Top 13 Best Tropical House DJs”. 2015年6月13日時点のオリジナルよりアーカイブ。 Template:Cite webの呼び出しエラー：引数 accessdate は必須です。
2. ↑  Collar, Matt. “Matoma - Biography | Billboard”. Billboard. Billboard. 2016年11月25日閲覧。
3. ↑  Lam, Tiffany (2015年1月5日). “Exclusive Interview: MATOMA in Canada”. In Too The Crowd Magazine. 2015年6月21日閲覧。
4. 1 2  “INTERVIEW - MATOMA”. Fngrs Crssd (2015年2月11日). 2015年6月21日閲覧。